# Burg Stetteneck

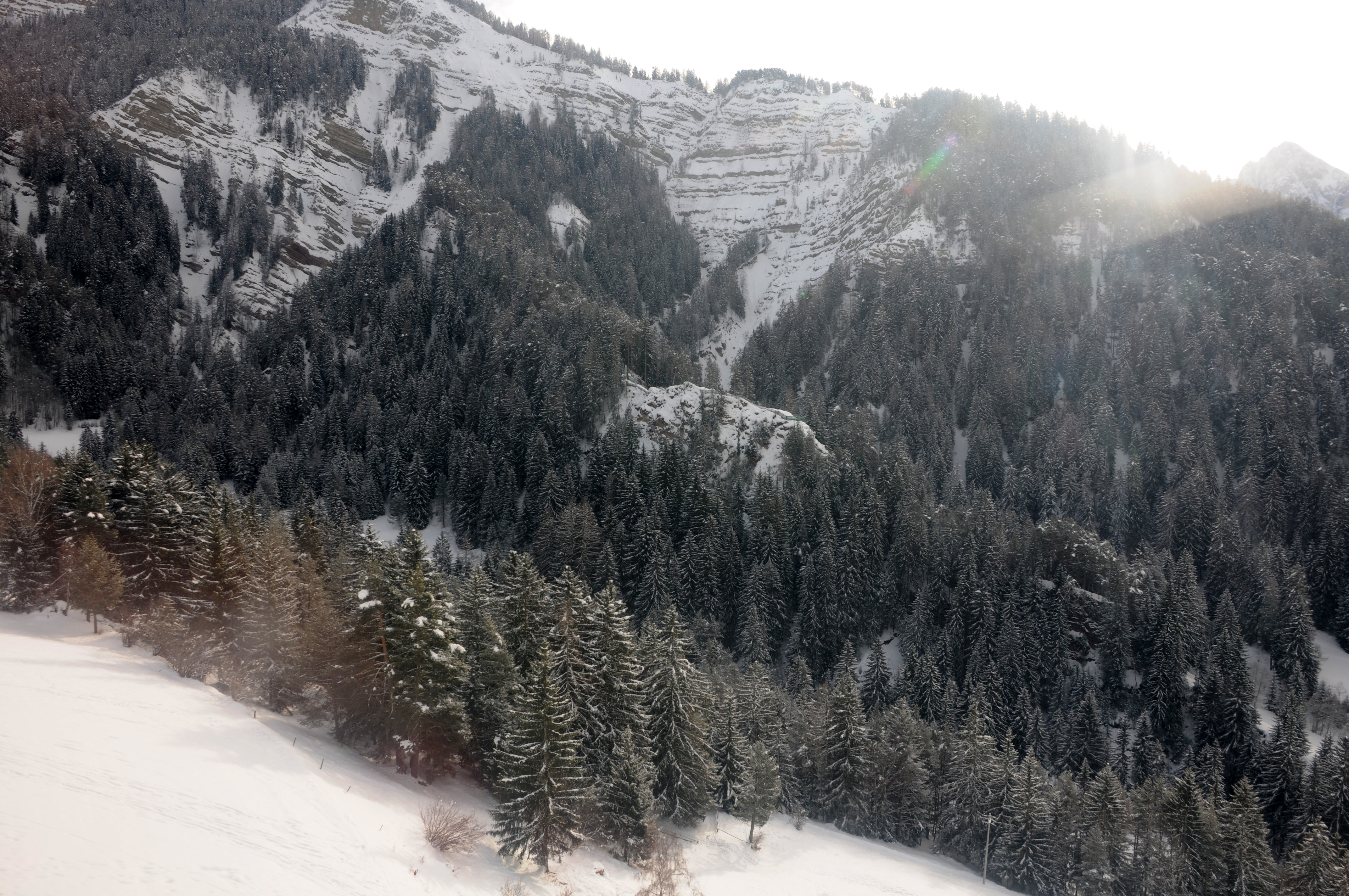
Der Col da Pincan mit der Burgruine und der Anhöhe Balest im Hintergrund

Burg Stetteneck war eine Burg auf dem Col da Pincan, einem dem Pitschberg vorgelagerten Hügel bei St. Ulrich in Gröden (Südtirol).
Die Burg wurde durch die von Karl Felix Wolff erzählte Sage Das Schloss am Abgrund bekannt. Bis vor wenigen Jahren glaubte man, die Burg habe auf dem dahinter aufragenden, deutlich höheren Balest (ebenfalls ein Ausläufer des Pitschbergs) gestanden, es wurden aber dort nie Mauerreste gefunden.
Im Jahr 2000 wurden die Reste der Burg durch Probebohrungen von Herwig Prinoth und Stefan Planker vom Museum Ladin (Teil der Südtiroler Landesmuseen) entdeckt. Der Fundort wurde aufgrund der exakten Interpretation der Beschreibung der Burg durch Marx Sittich von Wolkenstein im 17. Jahrhundert bestimmt. Durch weitere Grabungen kamen große Teile der Fundamente des Hauptturmes, der Schutzmauern und ein Tor mit romanischem Bogen zu Lichte. Weitere Funde waren die Eisenspitze eines Armbrustbolzens, ein Spielstein aus Grödner Sandstein, die Scherben von sehr fein geblasenen Gläsern und Öllampen sowie Tonscherben.
Die Burg geht auf das 13. Jahrhundert zurück, der Bauzeitpunkt liegt wahrscheinlich vor dem Jahr 1256. Die Anlage war etwa 40 m lang und wies eine 1,8 m dicke Ringmauer auf. Es bleibt bislang unklar, ob die Burg von Menschenhand oder durch eine Naturkatastrophe zerstört wurde.
Der Ritter Gebhard von Stetteneck, der erste urkundlich nachweisbare Stettenecker, war Richter in Gufidaun und Ministeriale des Brixner Hochstifts. Er wird ersturkundlich am 13. Mai 1256 genannt und stammt aus der Deszendenz der Kastelruther Herren von Hauenstein. An diesem Tag trafen sich am Ritten der Bischof von Brixen Bruno von Kirchberg, ein Neffe Meinhards II., und seine Ministerialen, unter denen „Gebehardus de Stetenekke“ genannt wird. Der beschlossene Landfrieden betraf zahlreiche Ministerialen, die sich dem Bischof gegenüber schuldig gemacht und dessen Leute, Händler usw. beraubt und die Straßen unsicher gemacht hatten (Raubritter?). Im Friedensvertrag wurde vereinbart, dass, wer sich in den folgenden fünf Jahren zwischen Säben und Bozen durch Räubereien und dergleichen schuldig machen würde, sämtliche Lehensrechte und den gesamten Besitz verlieren würde. Im Dokument wird Gebhard von Stetteneck aufgefordert, einen unrechtmäßig besetzten Hof einem Bürger namens „Vlshalcus“ rückzuerstatten.
Die Lage des Burgplatzes nahe der St.-Jakobs-Kirche bei St. Ulrich wird auch durch eine Urkunde von 1283 belegt, die von der capella sancti Jakob apostoli in Stæteneke spricht.